# Natacha Kudritskaya
Natacha Kudritskaya (* 1983) ist eine in Frankreich lebende ukrainische Pianistin.

## Leben
Natacha Kudritskaya wuchs in Kiew auf und erhielt im Alter von sieben Jahren  ersten Klavierunterricht. Ihre Schulzeit verbrachte sie an der Lysenko Zentrale Musikschule Kiew für hochbegabte Kinder und Jugendliche. Im Anschluss studierte sie Klavier an der Nationalen Tschaikowsky-Musikakademie in Kiew, insbesondere in den Klassen von Irina Barinova und Igor Riabov. 2000 und 2002 tourte sie als Solistin mit der ukrainischen Nationalphilharmonie Kiew durch die Vereinigten Staaten.
Seit 2003 lebt Natacha Kudritskaya in Frankreich. Von 2003 bis 2007 studierte sie am Pariser Konservatorium bei Alain Planés. Ihr Diplom legte sie 2006 an der Nationalen Musikakademie der Ukraine Peter Tschaikowski mit Auszeichnung ab. Sie vervollkommnete ihr Spiel durch ein Aufbaustudium bei Jacques Rouvier in Paris sowie bei Stefan Vladar an der Universität für Musik und Darstellende Kunst in Wien. Gleichfalls zu ihren Lehrern und Ratgebern zählten Dmitri Baschkirow, Elisabeth Leonskaja, Christoph Eschenbach, Jean-Claude Pennetier und Claudio Martinez-Menher.
In den Jahren 2008 und 2009 wurde sie gleichzeitig durch die Fondation Adami, die Stiftung der Groupe Banque Populaire sowie das Stipendium des Musikmäzens Société Générale gefördert.
Natacha Kudritskaya trat im Orsay-Museum, Cité de la Musique, Salle Cortot in Paris sowie auf dem Festivals Roque d’Antheron, Festival Grange de Meslay, Festival Dinard, les Serres d’Auteil, Festival de l’Epau und Festival Perigord Noir auf.
Als Solistin oder Kammermusikpartnerin spielte sie unter anderem in Wien, Gstaad, Kuhmo, Riga, Bratislava, Frankfurt, London, Santander, Stift und Attergau. Tourneen führen sie in die Ukraine, nach Israel und in die USA.
In ihrer Freizeit spielt Natacha Kudritskaya Fußball, vornehmlich als Torwart.

## Diskografie
2012 spielte Natacha Kudritskaya ihre erste CD ein, die sich komplett dem französischen Komponisten Jean-Philippe Rameau widmet. Sie erschien beim Label Pid.

## Preise
- 2000: 1. Preis Rachmaninoff-Wettbewerb für junge Pianisten in Novgorod, Russland
- 2009: 1. Preis Vibrarte International Music Competition
- Großer Preis der Safran-Stiftung
- Preisträgerin des „Generationen“-Wettbewerbs der SPEDIDAM
- Preis „Robert Casadesus“ für persönliche und charaktervolle Interpretation der französischen Klavierliteratur.[5]